# Mars (Londen)
Mars is een Brits historisch merk van motorfietsen. De volledige bedrijfsnaam was: Mars Motor Company, Finchley, London.
De Mars Motor Company begon in 1905 met de productie van motorfietsen. Feitelijk waren het gemotoriseerde fietsen, die werden voorzien van inbouwmotoren van het Europese vasteland. De keuze voor die motoren was in die tijd logisch, omdat de Britse motorindustrie zich nog niet echt ontwikkeld had door de ontmoedigende wetgeving, zoals de Red Flag Act van 1865, die het verplicht stelde om iemand met een rode vlag voor een gemotoriseerd voertuig te laten lopen. In 1905 was de maximumsnelheid in het Verenigd Koninkrijk ongeveer 32 km/uur. Het Belgische merk Minerva speelde daarop in toen David Citroen een filiaal in Holborn Viaduct (Londen) opende waar hij Minerva-inbouwmotoren verkocht. Dat maakte het veel makkelijker om de eerste Britse motorfietsmerken op te zetten, zoals Mars. Men gebruikte echter ook de eveneens populaire Fafnir-motoren uit Aken. In 1910 werd de productie beëindigd, wat op zich ook weer logisch was omdat vanaf 1904 veel Britse fabrikanten, zoals JAP, AJS en Matchless, hun eigen motoren moderne zijklepmotoren op de markt brachten, waardoor de snuffelklepmotoren van Minerva en Fafnir snel verouderden en uiteindelijk zelfs niet meer geleverd werden.